# Андрунців Олександра Богданівна
Олекса́ндра Богда́нівна Смакоус (нар. 7 серпня 1952, м. Тернопіль), у шлюбі Андру́нців — українська лікарка-терапевтка та громадська діячка.

## Життєпис
Закінчила Тернопільський медичний інститут (1978, нині університет).
Працювала дільничним педіатром (1978—1981, м. Тернопіль); лікаркою-терапевткою у санаторії-профілакторії «Здоров'я» Тернопільського бавовняно-прядильного комбінату (1982—2001); викладачкою ТДМУ (2002—2004); лікаркою у ТІСІТ (2002—2005); керівницею проєкту «Соціальна допомога і реінтеграція жінок, які потерпіли від торгівлі людьми», директоркою притулку для потерпілих жінок (2004—2007, Тернопільського благодійного фонду «Карітас»).
Член ТУМ (1990), Координаторка ради жіночих громадських організацій при Тернопільській ОДА, Союзу українок (1996—2002, нині почесна голова), та громадської організації «Україна-світ». Заступниця голови Конгресу української інтелігенції (2002—2004).
Авторка публікацій у ЗМІ.
Одружена з українським економістом Михайлом Андрунцівим.

## Нагороди
Галузеві та громадські нагороди.